# Homec, Grebinj
Homec (nemško Kaunz) je naselje v Občini Grebinj v Okraju Velikovec na Koroškem v Avstriji.